# Via ferrata dei Ginepri
La via ferrata dei Ginepri (ex  Brizio) è una via ferrata posta sul massiccio del Gran Sasso d'Italia, sul versante occidentale del Corno Grande, in provincia di Teramo, nel territorio del comune di Pietracamela.
Nel 2017 è stata  ripristinata. 

## Descrizione
La via si sviluppa a partire dalla via normale al Gran Sasso prima di raggiungere la Sella del Brecciaio e la Conca degli Invalidi, poco sopra Campo Pericoli e il Rifugio Giuseppe Garibaldi; andando in direzione del Corno Piccolo, sovrastando in basso la Val Maone con a nord-ovest il Pizzo Intermesoli. Su questa via spesso si può incontrare presenza di nevaio difficilmente aggirabile senza adeguata protezione per forte esposizione, per cui la si consiglia solo ad estate inoltrata e comunque solo con adeguata attrezzatura e a persone esperte.